# Подовалова, Нина Ивановна
Нина Ивановна Подовалова (20 мая 1923, Орша — 12 октября 2010, Москва) — советская театральная актриса. Заслуженная артистка РСФСР (1954). Народная артистка Украинской ССР (1970).

## Биография
Родилась в 1923 году в городе Орша Витебской области, Белорусская ССР. В начале 1930-х годов родители переехали в Подмосковье, в город Коломна.
В 1944 году окончила ГИТИС (худ.рук. М. Тарханов, курс В. Белокурова и В. Мартьяновой).
В 1945—1951 годах — актриса Таганрогского драматического театра им. А. П. Чехова, где в январе 1945 года дебютировала в чеховских «Трёх сестерах».
В 1951—1964 годах — актриса Ростовского театра им. М. Горького.
В 1964—1975 годах — актриса Харьковского русского драматического театра им. А. С. Пушкина.
Одновременно в 1964—1975 годах преподавала в Харьковском институте искусств им. И. Котляревского.
В 1975—1979 годах — актриса Киевского русского театра драмы им. Леси Украинки.

Вот Нина Ивановна Подовалова переиграла чуть ли не весь классический репертуар и многие роли в современной драматургии. Но ни водной роли она не повторяется. Созданные ею образы — это буквально работа ювелира, заставляющая играть драгоценный камень всеми цветами радуги.— журнал «Театральная жизнь», 1975 год
Была замужем за актёром и режиссёром, Народным артистом УССР Владимиром Ненашевым.
Последние годы жила в Москве, умерла в 2010 году, похоронена на одном из московских кладбищ.